# École secrète

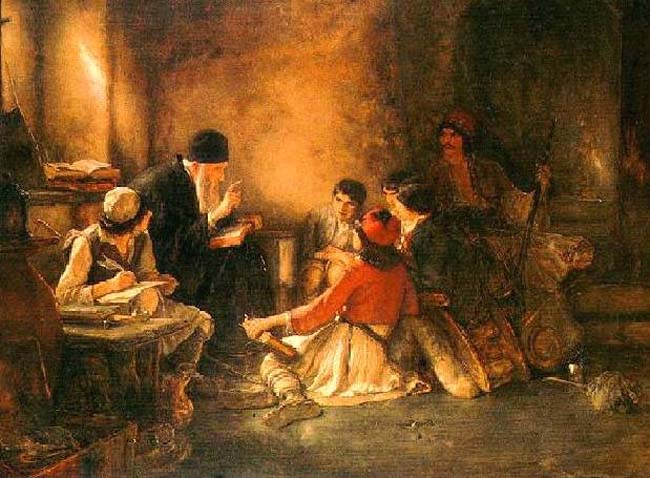
Nikolaos Gysis, "To krifó scholió", 1885/86.

Le terme d’École secrète (en grec κρυφό σχολειό ou κρυφό σχολείο / kryfó scholío) fait référence dans l'historiographie grecque à l'existence supposée d'écoles souterraines illégales, enseignant la langue grecque et le christianisme orthodoxe aux enfants pendant la période de la domination ottomane.
Bien que l'existence de telles écoles soit généralement considérée par les historiens comme relevant du mythe national, elles ont toujours un rôle dans la mémoire collective grecque.
Un des plus célèbres tableaux de Nikolaos Gysis décrit une scène d’école secrète ; il a figuré sur un ancien billet de banque.
En 2012, le chercheur grec Fanis Kakridis  a proposé une réponse nuancée au débat clivé sur l'existence de l'école secrète : admettant que l'administration ottomane n'avait pas essayé d'interdire toutes les écoles privées ou religieuses grecques, il considère néanmoins que les idées patriotiques et nationalistes, et la vision nationale de l'histoire grecque moderne n'étaient pas enseignées dans les écoles autorisées, mais dans des lieux inconnus du pouvoir ottoman, cette thèse ayant l'avantage de ne pas écarter un certain nombre de témoignages écrits pour la plupart postérieurs à 1829 portant notamment sur l’Épire et l'Asie mineure (cf Fanis Kakridis « Άσκηση από-απομυθοποίησης: Το Κρυφό Σχολειό » in revue Dodonis, 2012).
D'un point de vue juridique, il faudra attendre le Hatti Humayun du 18 février 1856 pour que la liberté de l'éducation soit officiellement garantie et étendue à tous les sujets de l'Empire sans distinction de religion et qu'elle s'impose ainsi à tous les gouverneurs locaux. 
En novembre 2012, paraissait en Grèce l'ouvrage "L'école secrète. La chronique d'une histoire" de Giorgos Kékavménos, pour soutenir l'existence d'écoles secrètes, la fermeture d'écoles et diverses limitations apportées à la liberté de l'éducation à plusieurs époques et en plusieurs lieux par les autorités ottomanes, en se fondant sur des sources grecques, anglaises et françaises (Γιώργος Κεκαυμένος, "Το κρυφό σχολειό. Το Χρονικό μιας Ιστορίας", éditions "ΕΝΑΛΛΑΚΤΙΚΕΣ ΕΚΔΟΣΕΙΣ", 248 pages  (ISBN 9789604271344), Athènes 2012). Il s'agit d'une réponse à l'ouvrage "École secrète, chronique d'un mythe" d'Alkis Angélou (Αγγέλου, Άλκης, "Το Κρυφό Σχολειό. Χρονικό ενός μύθου", éditions "ΕΣΤΙΑ", 84 pages,  (ISBN 960-05-0770-8), Athènes 1997).